# 瑞安·威爾遜

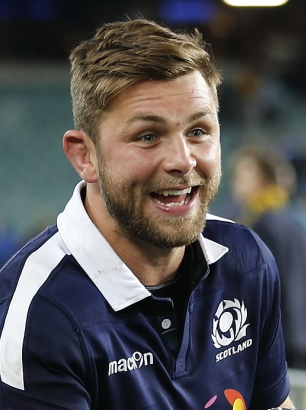

瑞安·威爾遜（英語：Ryan Wilson；1989年5月18日—）是一位蘇格蘭橄欖球運動員。他是蘇格蘭國家橄欖球隊的一員，代表蘇格蘭參加了2015年世界盃橄欖球賽。